# Jacob Golius
Jacob Golius (født 1596 i Haag, død 28. september 1667 i Leiden) var en hollandsk orientalist og matematiker. 
I sin ungdom foretog Golius store rejser, først med et hollandskt gesandtskab til Marokko, senere alene til Syrien. Efter sin lærer Erpenius' død besteg han dennes lærestol ved Universitetet i Leiden; han udgav på ny Erpenius' arabiske grammatik, der lige til Silvestre de Sacys tid var den mest benyttede i Europa. Hans eget hovedværk er et stort Lexicon Arabico-Latinum (1653), der senere lagdes til grund for Georg Wilhelm Freytags store arabiske ordbog; også om matematikken har man flere skrifter fra hans hånd.